# William Durant

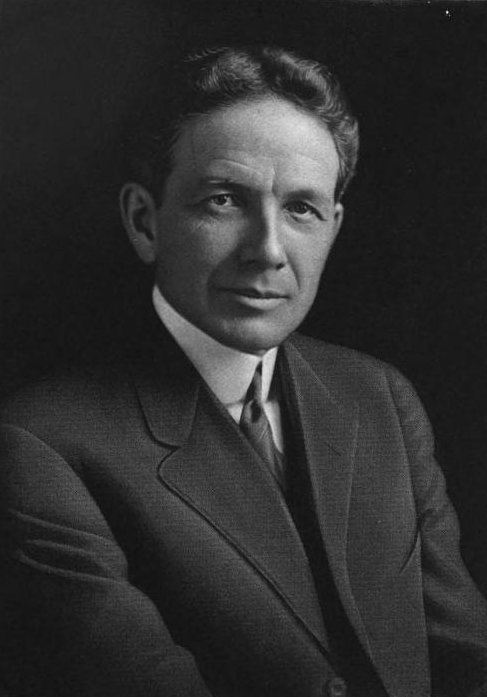
William C. Durant

William Crapo „Billy“ Durant (* 8. Dezember 1861 in Boston, Massachusetts; † 18. März 1947 in Manhattan, New York City) war der Gründer des Automobilgroßkonzerns General Motors und des Automobilherstellers Chevrolet (in Partnerschaft mit Louis Chevrolet).

## Leben
Durant war der Sohn von William Clark Durant (1827–1883) und dessen Frau Rebecca Folger (geborene Crapo, 1833–1924). Er besuchte die High School und arbeitete anschließend in der Holzhandlung seines Großvaters Henry H. Crapo, des Gouverneur von Michigan, in Flint. 1885 schloss er sich mit Josiah Dallas Dort zusammen, um gemeinsam die Organisation der „Coldwater Road Cart Company“ zu übernehmen. Das Unternehmen entwickelte sich zu einem führenden Hersteller von Pferdekutschen und im Jahr 1890 war die „Durant-Dort Carriage Company“ mit einer Produktion von jährlich rund 50.000 Pferdewagen, die größte Kutschengesellschaft des Landes. James H. Whiting, der 1903 bei der Buick Company eingestiegen war, wandte sich  an Durant, um für seine Automobile zu werben und ihn als Generaldirektor zu Buick zu holen. Durant begann bald damit in Flint einen großen Buick-Komplex zu errichten. Drei Jahre lang war Buick mit einer Produktion von etwa 8.800 Fahrzeugen führend auf dem US-amerikanischen Markt. Durant war schnell zum Präsidenten von Buick aufgestiegen und knüpfte Kontakte zu mehreren Unternehmen, die Teile- und Zubehör für die Herstellung lieferten, darunter den Achsenbauer Weston-Mott und die Champion Ignition Company von Albert Champion, die Zündkerzen herstellte.

## General Motors
1908 trafen sich die seinerzeit größten vier Autohersteller in den USA (Buick, Reo, Maxwell-Briscoe und Ford) zu Besprechungen in New York. Benjamin Briscoe wollte, dass sich alle vier Produzenten zu einem gemeinsamen Unternehmen zusammenschließen. Die Verhandlungen endeten, als sich Ford, der Bargeld statt Aktien verlangte, und Reo zurückzogen. Durant hielt an den Plänen für die Gründung einer neuen Autofirma fest. Er änderte jedoch, auf Herbert Satterlees Vorschlag hin, den zunächst geplanten Namen „International Motor Car Company“ in „General Motors“. So kam es am 16. September 1908 zur Gründung von „General Motors of New Jersey“. Innerhalb weniger Tage hatte das Unternehmen durch die Ausgabe von Aktien so viel Kapital, dass Durant Oldsmobile und die Oakland Motor Car Company (später Pontiac) erwerben konnte. Er versuchte zudem die Cadillac Motor Car Company von Leland zu übernehmen, dieser lehnte jedoch, wie zuvor bereits Henry Ford Aktien ab. Cadillac wurde daher mit Geldmitteln von Buick gekauft und damit zu deren Tochtergesellschaft, General Motors erwarb anschließend Cadillac von Buick. Nachdem er 1910 versucht hatte, Ford ebenfalls zu übernehmen, wurde er von General Motors entlassen. 
1911 gründete er zusammen mit Louis Chevrolet die Chevrolet Motor Car Company in Detroit. Als Chevrolet 1918 von General Motors übernommen wurde, gelangte Durant wieder an die Spitze von GM. 1920 musste er General Motors aber endgültig verlassen. Er gründete daraufhin seine eigene Automarke Durant Motors, die in den 1920er Jahren mit mäßigem Erfolg wirtschaftete und infolge der Weltwirtschaftskrise 1931 zusammenbrach.

## Familie
Durant war zweimal verheiratet:
1. Ehe: ⚭ 1885 mit Clara (geborene Pitt, 1864–1940), 1921 erneut verheiratet mit Eugene Dysart Bottler (1894–1949)
- Margery Pitt Durant (* 24. Mai 1887; † 3. Februar 1969) ⚭ 1. am 18. April 1906 (bis 1919) mit dem Mediziner Edwin Rutheven Campbell (1868–1929); 2. am 1. Dezember 1923 (bis 1928) mit dem Bankier und Politiker Robert Williams Daniel; 3. im Jahr 1929 kurzzeitig mit John Hampton Cooper; 4. im Jahr 1933 mit Fitzhugh Green († 1947).[1]
  - William Durant Campbell (* 18. März 1907; † 20. Oktober 1995)
  - Margery Edwina Campbell (* 12. November 1909; † 9. Mai 2002) ⚭ 1939 mit Grant Sanger (1908–1989)
  - Margery Randolph Daniel (1924–2013) ⚭ 1946 Thomas B. Merrick III († 1994)[2]
- Russell Clifford Durant (* 26. November 1890; † 31. Oktober 1937) wurde Rennfahrer. Er war mit Lena Pearl McFarland, Adelaide Pearl Frost, Lea Gapsky und Charlotte Phillips verheiratet. Seine zweite Frau, die er am 1. September 1911 geheiratet hatte, wurde nach der Scheidung 1922 die Ehefrau des Motorsportlers und Kampffliegers Edward Vernon Rickenbacker

2. Ehe: ⚭ 28. Mai 1908 mit Catherine (geborene Lederer, 1886–1974)